# Mercedes-Benz O305G
Mercedes-Benz O305G – autobus miejski, produkowany przez niemiecką firmę Mercedes-Benz.